# Forma bipartita

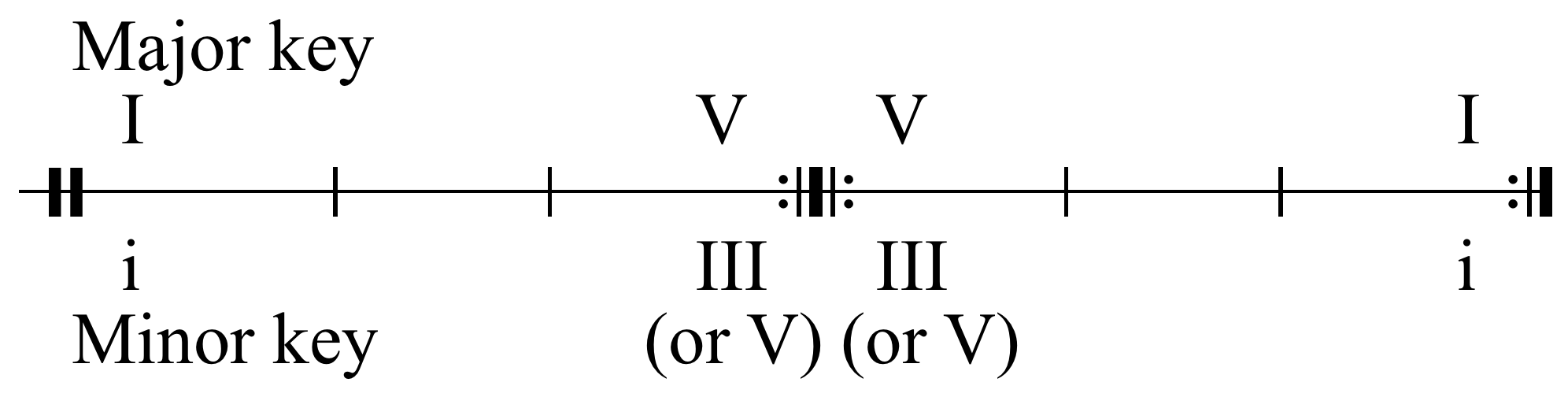
Forma binaria in chiave maggiore e minore. Ogni sezione deve contenere almeno tre frasi lunghe.

La forma bipartita è una forma musicale in 2 sezioni correlate, entrambe generalmente ripetute in A-A-B-B, anche utilizzata per le coreografie di danza.
Già popolare durante il periodo barocco, quando veniva spesso usata per strutturare i movimenti delle sonate per tastiere per elaborare brevi lavori con un unico movimento, intorno alla metà del XVIII secolo la forma cadde in gran parte inutilizzata poiché soppiantata dalla forma sonata e dallo sviluppo organico, venendo relegata alla definizione del tema in una serie di variazioni, o nei movimenti minuetto, scherzo, trio, "minuetto e trio" e "scherzo e trio" di una sonata, di una sinfonia, ecc. Molte forme più grandi incorporano strutture binarie e molte altre più complicate.